# Мамыров, Аманкан
Аманкан Мамыров (кирг. Аманкан Мамыров) — звеньевой совхоза «Кетмень-Тюбе» Токтогульского района Таласской области, Киргизская ССР. Герой Социалистического Труда (1981). Депутат Верховного Совета Киргизской ССР 9-го созыва.

## Биография
Родился в 1944 году в селе Туркен (ныне — Токтогульский район).
Окончил курсы механизации. С 1962 года — тракторист, с 1964 года — бригадир молодёжно-комсомольской бригады трактористов, с 1980 года — звеньевой кукурузоводческого звена колхоза «Кетмень-Тюбе» Токтогульского района. В 1969 году вступил в КПСС.
В 1980 году звено Аманкана Мамырова собрало в среднем с каждого гектара по 149,6 центнеров кукурузы. Указом Президиума Верховного Совета СССР от 16 марта 1981 года «за выдающиеся успехи, достигнутые в выполнении заданий десятой пятилетки и социалистических обязательств по увеличению производства и продажи государству зерна и других продуктов земледелия и животноводства» удостоен звания Героя Социалистического Труда с вручением Ордена Ленина и золотой медали Серп и Молот.
Избирался депутатом Верховного Совета Киргизской ССР 9-го созыва (1975—1980).
Награды
- Герой Социалистического Труда
- Орден Ленина
- Орден Октябрьской Революции
- Орден Трудового Красного Знамени